# Erreichbarkeitsanordnung
Die Anordnung des Verwaltungsrats der Bundesanstalt für Arbeit zur Pflicht des Arbeitslosen, Vorschlägen des Arbeitsamtes zur beruflichen Eingliederung zeit- und ortsnah Folge leisten zu können, kurz: Erreichbarkeitsanordnung (EAO) ist eine vom Verwaltungsrat der Bundesanstalt für Arbeit (heute Bundesagentur für Arbeit) erlassene Anordnung, in der die Anspruchsvoraussetzung für das Arbeitslosengeld oder das Arbeitslosengeld II, dass der Leistungsempfänger den Vorschlägen zur beruflichen Eingliederung zeit- und ortsnah Folge leisten können muss, konkretisiert werden soll.
Für den Bereich des SGB II sind mit dem neuen § 7b SGB II ab dem 1. Januar 2023 und mit der neuen Erreichbarkeits-Verordnung ab dem 8. August 2023 eigene Regelungen geschaffen worden.
Nach der Anordnung muss sich ein Arbeitsloser einmal werktäglich in seiner Wohnung oder unter einer anderen von ihm mitgeteilten Anschrift aufhalten, um die Briefpost in Empfang und zur Kenntnis zu nehmen. Er muss in der Lage sein, die Arbeitsagentur oder einen potentiellen Arbeitgeber unverzüglich persönlich aufsuchen zu können. Will der Arbeitslose Urlaub machen, benötigt er nach der Anordnung dafür die Zustimmung der Behörde, die ihm in der Regel für höchstens drei Wochen im Kalenderjahr erteilt werden kann.

## Anordnungsermächtigung
Die Erreichbarkeitsanordnung wurde vom Verwaltungsrat der Bundesanstalt für Arbeit (heute Bundesagentur für Arbeit) am 23. Oktober 1997 auf Grund der Anordnungsermächtigung nach § 164 Nr. 2, § 373 Abs. 5 SGB III und mit Genehmigung des Bundesministeriums für Arbeit und Sozialordnung erlassen. Sie ist am 1. Januar 1998 in Kraft getreten.

## Adressaten
Die Erreichbarkeitsanordnung gilt für Personen, die als Arbeitslose Leistungen nach dem SGB III, insbesondere Arbeitslosengeld beanspruchen.
Nach § 77 Abs. 1 SGB II i. V. m. § 7 Abs. 4a SGB II a. F. galt sie so lange auch für Empfänger von Arbeitslosengeld II, bis eine Rechtsverordnung gemäß § 13 Abs. 3 SGB II für den Rechtskreis SGB II erlassen wurde. Dies ist durch den Erlass der Erreichbarkeits-Verordnung der Fall.  Die Anwendbarkeit der Erreichbarkeitsanordnung war jedoch fraglich bei Personen, bei denen eine Eingliederung in den Arbeitsmarkt von vornherein nicht in Betracht kommt. Verneint wurde dies etwa bei Empfängern von Sozialgeld (wie Kindern unter 15 Jahre), aber auch bei alleinerziehenden Müttern, die wegen der Erziehung eines Kindes unter 3 Jahren nicht arbeiten können. In der Kommentarliteratur und in der Fachlichen Weisung zu § 7 SGB II der Bundesagentur für Arbeit wurde die Auffassung vertreten, dass im Einzelfall über die Anwendbarkeit zu entscheiden ist.
Ausschließlich für den Rechtskreis SGB II galt die Beschränkung, dass in den ersten drei Monaten der Arbeitslosigkeit eine Ortsabwesenheit nur in begründeten Ausnahmefällen genehmigt werden soll. Diese Beschränkung in der EAO entfiel zwar im Jahr 2009, dies hatte aber keine Auswirkungen auf den Rechtskreis SGB II, da das Gesetz ausdrücklich auf die Fassung von 2001 verwies.

## Inhalt der Anordnung
Voraussetzung für den Anspruch auf Arbeitslosengeld ist die Arbeitslosigkeit. Nach § 138 Abs. 5 Nr. 2 SGB III ist arbeitslos nur, wer den Vorschlägen der Agentur für Arbeit zur beruflichen Eingliederung zeit- und ortsnah Folge leisten kann. In der Erreichbarkeitsanordnung wird diese Verpflichtung konkretisiert, indem bestimmt wird, dass der Arbeitslose in der Lage sein muss, unverzüglich
- Briefpost der Arbeitsagentur persönlich zur Kenntnis zu nehmen,
- die Arbeitsagentur aufzusuchen,
- mit einem möglichen Arbeitgeber oder Träger einer beruflichen Eingliederungsmaßnahme in Verbindung zu treten und bei Bedarf persönlich mit diesem zusammenzutreffen und
- eine vorgeschlagene Arbeit anzunehmen oder an einer beruflichen Eingliederungsmaßnahme teilzunehmen.

Der Arbeitslose muss dazu für die Behörde an jedem Werktag (d. h. Montag bis Samstag) in seiner Wohnung durch Briefpost erreichbar sein, er muss also einmal werktäglich seine Wohnung aufsuchen, um nach eingehender Post zu schauen und Briefe der Behörde zur Kenntnis zu nehmen. Es besteht keine Verpflichtung, sich darüber hinaus zu Hause aufzuhalten oder telefonisch erreichbar zu sein. Wohnt der Arbeitslose vorübergehend woanders, muss er die Anschrift der Behörde mitteilen. Auch an seinem vorübergehenden Aufenthaltsort muss er die Post kontrollieren und von dem vorübergehenden Aufenthaltsort aus die Behörde oder einen potentiellen Arbeitgeber unverzüglich aufsuchen können (so genannter zeit- und ortsnaher Bereich).
Will der Arbeitslose diesen zeit- und ortsnahen Bereich etwa für eine Urlaubsreise verlassen, muss er dies melden und darf nur dann verreisen, wenn die Behörde zuvor zugestimmt hat. Auf die Zustimmung besteht ein Rechtsanspruch, wenn durch die Zeit der Abwesenheit die berufliche Eingliederung nicht beeinträchtigt wird. Eine Zustimmung kann in der Regel nur für bis zu drei Wochen im Kalenderjahr erteilt werden. Eine Zustimmung benötigt der Arbeitslose auch für Kuraufenthalte, die Teilnahme an einer Veranstaltung, die staatspolitischen, kirchlichen oder gewerkschaftlichen Zwecken dient oder sonst im öffentlichen Interesse liegt oder für die Abwesenheit zur Ausübung einer ehrenamtlichen Tätigkeit. Der Arbeitslose muss sicherstellen, dass er während einer solchen Teilnahme werktäglich persönlich unter der der Behörde benannten Anschrift durch Briefpost erreichbar ist; er muss die Teilnahme jederzeit abbrechen können und sich vor der Teilnahme für den Fall der beruflichen Eingliederung glaubhaft zum jederzeitigen Abbruch bereit erklärt haben. Für derartige Abwesenheitszeiten können weitere drei Wochen im Jahr genehmigt werden.
Der Erreichbarkeitsanordnung steht es nicht entgegen, wenn der Arbeitslose lediglich über das Wochenende, das heißt von Freitagnachmittag bis Sonntagabend die Wohnung verlässt, sodass er die am Samstag ankommende Post erst am Sonntag zur Kenntnis nehmen kann. Eine Verpflichtung, auch samstags zur Wohnung zurückzukehren, um die Briefpost zur Kenntnis zu nehmen, ist unverhältnismäßig, insbesondere da das Arbeitsamt sonntags geschlossen hat. Auch wenn in der Branche, in der der Arbeitslose zuvor gearbeitet hat, Vorstellungsgespräche am Sonntag üblich sind, lässt sich daraus keine Pflicht ableiten, sich auch am Wochenende zuhause aufzuhalten, um einer möglichen Einladung zu einem Vorstellungsgespräch am Sonntag, die erst am Samstag zugestellt wird, folgen zu können.
In besonderen Fällen kann von der Pflicht der vorherigen Zusicherung abgesehen werden, insbesondere bei einer plötzlichen Erkrankung eines Familienmitglieds am Wochenende, bei der es dem Arbeitslosen nicht zuzumuten ist, bis zum nächsten Geschäftstag des Arbeitsamts zu warten, um eine Zusicherung einzuholen.

## Rechtsfolgen
Für die Zeit einer nicht genehmigten Ortsabwesenheit oder die Zeit, in der der Arbeitslose nicht sicherstellt, dass die Agentur für Arbeit ihn an jedem Werktag an seinem Aufenthaltsort durch Briefpost erreichen kann, verliert der Arbeitslose mangels Verfügbarkeit seinen Leistungsanspruch. Die fehlende Erreichbarkeit beendet die Arbeitslosigkeit und damit den Leistungsanspruch, und zwar nicht nur für die Zeit der Abwesenheit, sondern bis zu dem Tag, an dem sich der Arbeitslose nach Rückkehr erneut persönlich bei der Arbeitsagentur arbeitslos meldet und die sonstigen Anspruchsvoraussetzungen erfüllt.

## Nachweise
1. ↑  Amtliche Nachrichten der Bundesanstalt für Arbeit 1997 Seite 1685, berichtigt Seite 1100, geändert durch 2. Änderungsanordnung zur EAO vom 26. September 2008, Amtliche Nachrichten der Bundesagentur für Arbeit Nr. 12 S. 5
2. ↑  Bürgergeld-Gesetz vom 16. Dezember 2022, Artikel 1 Nr. 8, S. 2329 f.
3. ↑  LSG Baden-Württemberg, 14. Juli 2010, AZ L 3 AS 3552/09
4. ↑  LSG Berlin-Brandenburg, 15. August 2013, AZ L 34 AS 1030/11
5. ↑  vgl. Hackethal in: juris-PK-SGB II, 3. Aufl., § 7 Rn. 70
6. ↑  Fachliche Weisungen § 7 SGB II vom 04.04.2018, S. 50f, 5.4.2.
7. ↑  siehe auch: LSG Hessen, 10.10.2013 - AZ: L 6 AS 675/13 B ER; BVerfG, 09.11.2015 - 1 BvR 3460/13. Das LSG Bayern sah alle Leistungsberechtigten den Erfordernissen der EAO unterworfen: Bayerisches LSG, Urteil vom 26.02.2015 - L 11 AS 393/14, Rn. 21.
8. ↑  BSG, 3. Mai 2001, AZ B 11 AL 71/00 R
9. ↑  Bayerisches LSG, 18. November 2004, AZ L 11 AL 88/04
10. ↑  Bundessozialgericht, Urteil vom 13. Juli 2006, B 7a AL 16/05 R